# 外ヶ濱弥太郎
外ヶ濱 弥太郎（そとがはま やたろう、1897年8月27日 - 1966年5月30日）は、現在の青森県弘前市出身で出羽海部屋に所属した力士。本名は斉藤 弥作。174cm、92kg。最高位は東前頭筆頭。引退後は3代峰崎から13代千賀ノ浦を襲名し、年寄として後進の指導につとめた。

## 来歴
1916年1月入間川部屋より初土俵、その後千賀ノ浦部屋に移り1924年5月新入幕、その後出羽海部屋に移籍した。幕内では金星を3つ獲得した。春秋園事件の際に一時脱退したが、その後復帰。1934年1月に引退し、3代峰崎、13代千賀ノ浦と改め、桟敷部長、理事、監事の要職を長年務め、1962年8月停年退職。

## 主な成績
- 幕内29場所127勝140敗37休4分
- 通算46場所179勝167敗5分預
- 金星3（西ノ海1、宮城山2）

### 場所別成績
| 1916年 （大正5年） | （前相撲）              | x                  | （前相撲）           | x                 |
| 1917年 （大正6年） | 西序ノ口14枚目 3–2      | x                  | 西序二段96枚目 4–1   | x                 |
| 1918年 （大正7年） | 東序二段26枚目 優勝 5–0 | x                  | 東三段目37枚目 2–3   | x                 |
| 1919年 （大正8年） | 東三段目35枚目 4–0 1預  | x                  | 西幕下52枚目 3–2     | x                 |
| 1920年 （大正9年） | 東幕下34枚目 3–2        | x                  | 東幕下18枚目 3–2     | x                 |
| 1921年 （大正10年） | 西幕下11枚目 3–2        | x                  | 東幕下7枚目 2–3      | x                 |
| 1922年 （大正11年） | 東幕下15枚目 3–2        | x                  | 東幕下4枚目 4–1      | x                 |
| 1923年 （大正12年） | 西十両7枚目 4–1         | x                  | 東十両5枚目 4–3      | x                 |
| 1924年 （大正13年） | 西十両筆頭 5–3          | x                  | 東前頭16枚目 5–3 3分 | x                 |
| 1925年 （大正14年） | 東前頭11枚目 8–3        | x                  | 西前頭3枚目 3–7 1分  | x                 |
| 1926年 （大正15年） | 西前頭8枚目 7–4         | x                  | 東前頭筆頭 3–8       | x                 |
| 1927年 （昭和2年） | 西前頭4枚目 6–5 ★       | 西前頭4枚目 0–0–11 | 西前頭2枚目 3–8      | 東前頭12枚目 6–5  |
| 1928年 （昭和3年） | 東前頭7枚目 6–5         | 西前頭4枚目 0–0–11 | 西前頭7枚目 6–5      | 西前頭7枚目 7–4   |
| 1929年 （昭和4年） | 東前頭3枚目 3–8 ★       | 東前頭3枚目 1–2–8  | 東前頭12枚目 6–5     | 東前頭12枚目 5–6  |
| 1930年 （昭和5年） | 東前頭9枚目 6–5         | 東前頭9枚目 6–5    | 東前頭7枚目 0–4–7    | 東前頭7枚目 4–7 ★ |
| 1931年 （昭和6年） | 西前頭12枚目 6–5        | 西前頭12枚目 7–4   | 東前頭10枚目 1–10    | 東前頭10枚目 6–5  |
| 1932年 （昭和7年） | 西前頭16枚目 –          | x                  | x                    | x                 |
| 1933年 （昭和8年） | 前頭 7–4                | x                  | 東前頭13枚目 6–5     | x                 |
| 1934年 （昭和9年） | 西前頭10枚目 引退 3–8–0 | x                  | x                    | x                 |
| 各欄の数字は、「勝ち-負け-休場」を示す。 優勝 引退 休場 十両 幕下 三賞：敢=敢闘賞、殊=殊勲賞、技=技能賞 その他：★=金星 番付階級：幕内 - 十両 - 幕下 - 三段目 - 序二段 - 序ノ口 幕内序列：横綱 - 大関 - 関脇 - 小結 - 前頭（「#数字」は各位内の序列） |                         |                    |                      |                   |

## 改名
綾緑弥作→外ヶ濱弥太郎